# Friedrich Kipp

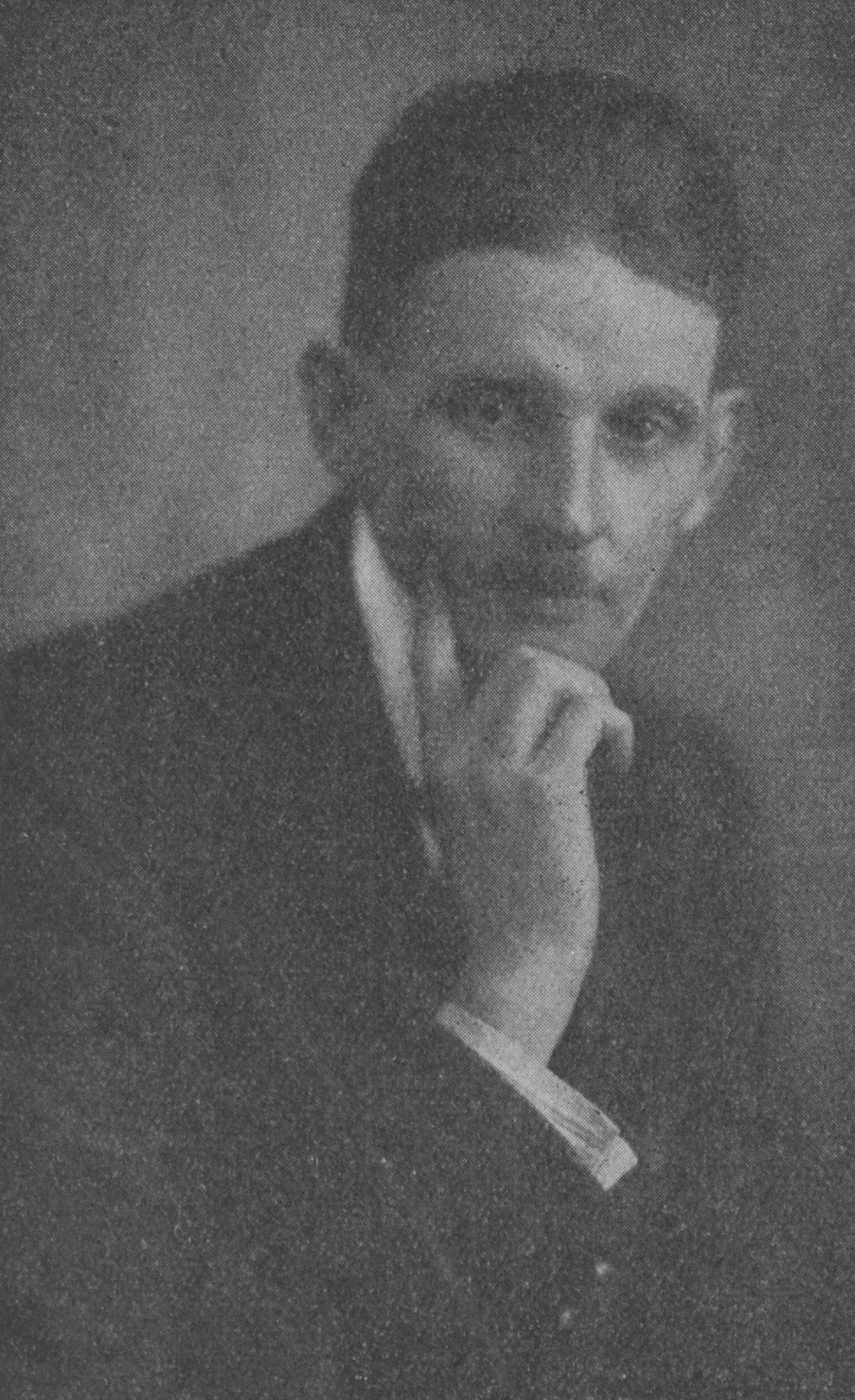
Friedrich Kipp, um 1928

Friedrich Kipp (Pseudonym: Teutonicus, * 14. Juli 1878 in Lengerich (Westfalen); † 1. November 1953 in Lengerich (Westfalen)) war ein deutscher Schriftsteller. 

## Leben
Friedrich Kipp war der Sohn eines Lehrers. Durch seinen Vater wurde er früh zur Beschäftigung mit der Literatur und zum Verfassen literarischer Texte angeregt. Von 1896 bis 1899 absolvierte Friedrich Kipp das Lehrerseminar in Gütersloh. Anschließend wirkte er an verschiedenen westfälischen Orten als Lehrer, u. a. ab 1907 in Gronau und ab 1910 in Rheine. Nach dem Ersten Weltkrieg lebte er als freier Schriftsteller in seiner Heimatstadt Lengerich.
Friedrich Kipp verfasste ein umfangreiches literarisches Werk, das aus Romanen, Erzählungen, Gedichten und Theaterstücken besteht. Ab 1934 veröffentlichte er vorwiegend erfolgreiche Kinder- und Jugendbücher.

## Werke
- Aus meinem Herzen, Leipzig 1906
- Aus stillen Stunden, Leipzig 1907
- Sehnsuchtswege, Leipzig 1908
- Aus Leben und Traum, Berlin 1909
- Joachim Biedermeier, der Ehrenmann, Berlin [u. a.] 1910
- Die Suchenden, Berlin [u. a.] 1910
- Der Segen des Reichtums, Berlin 1911
- Silvester von Schaumberg, der Freund Luthers, Leipzig 1911
- Die Frau mit dem Gemüt, Leipzig 1913
- Lächerlichkeiten, Leipzig 1913
- Lustige Spiegelbilder, Leipzig 1913
- Tolle Teufeleien, Leipzig 1914
- In Bismarcks Wegspur, Coburg 1915
- Geschichten aus der Heimat, Münster i.W. 1918
- Von Welt und Weib, Berlin-Pankow 1919
- Kampf um den Chinabaum, Lengerich i. Westfalen 1920
- Gib mir Kraft, Dresden 1922
- Das helle Licht, München [u. a.] 1922
- Die in Sehnsucht weinen, Dresden 1922
- Reimer Pilotis Lebensfahrt, Travemünde 1924
- Die Drei vom Jägerhaus, Eisenach 1926
- Jagdeinsamkeit, Leipzig 1927
- Das Lied der Berge, Leipzig 1927
- Der unsichtbare Weg, Friedeberg am Queis 1927
- Die Waldheimat des Donatus Quint, Hamburg 1927
- Die lustigen Jägerstreiche des tollen Romberg, Warendorf i.W. 1929
- Der Hellseher vom Holsengrund, Konstanz 1930
- Freiwild, Klagenfurt 1931
- Das Geheimnisvolle, Karlsruhe 1931
- Halli, hallo, der tolle Romberg, Driesen 1931
- Der Bauernschreck, Lengerich 1934
- Der blinde Passagier, Lengerich 1934
- Bodo und sein Hund, Lengerich 1934
- Ferienabenteuer, Lengerich 1934
- Der Wandervögel Abenteuer, Lengerich 1934
- Der Gefangene, Lengerich i.W. 1935
- Das gestohlene Los, Lengerich i.W. 1935
- Der Heidedragoner, Lengerich i.W. 1935
- Urians Ende, Lengerich i.W. 1935
- Die Wilderer, Lengerich i.W. 1935
- Als Spion in Feindesland, Lengerich 1938
- Das Geheimnis der Ruine, Lengerich 1938
- In Schnee und Eis, Lengerich 1938
- Jugendstreiche, Lengerich 1938
- Der lustige Baron Eiffelturm, Braunschweig 1938
- Der Rächer, Lengerich 1938
- Der Ruf des Waldes, Lengerich 1938
- Schüsse in der Nacht, Lengerich 1938
- Wege des Lebens, Braunschweig 1938
- Baron Eiffelturms Jägerstreiche, Waldsassen 1939
- Die Flüchtlinge, Lengerich 1939
- Im Grenzwald, Lengerich 1939
- Das Land der Tränen, Lengerich 1939
- Die Pirateninsel, Lengerich 1939
- Unter heißer Sonne, Lengerich 1939
- Die Wolframssöhne, Lengerich 1939
- Der Zigeunerfriedel, Lengerich 1939
- Das Glück im Jägerhaus, Waldsassen 1940
- Die Briefmarke, Lengerich 1941
- Junge Helden, Lengerich 1941
- Die Schmuggler, Lengerich 1941
- Wilddieb im Herbstnebel, Lengerich i. Westf. 1941
- Im Labyrinth des Todes, Lengerich 1942
- Der Eulen Rache, Lengerich 1943
- In nordischer Wildnis, Lengerich 1943
- Das Mal des Wilderers, Lengerich 1943
- Der Schelm von Lienen, Hamburg 1943
- Unter Seeräubern, Lengerich 1943
- Wilddiebe, Lengerich 1943
- Zwei reiten durch den Busch, Lengerich 1943
- Lockende Fernen, Berlin [u. a.] 1949
- Tolle Streiche, Lengerich (Westf.) 1949
- Abenteuer in Prärie und Busch, Nürnberg 1950
- Im Banne der Wildnis, Aschaffenburg 1950
- Im Lande der Bären und Wölfe, Aschaffenburg 1950
- Der Elefantenfriedhof und Die Flucht vor den Wölfen, Lengerich (Westf.) 1951
- Am Urwaldsee, Bamberg 1952
- Verwegene Flucht durch Mexiko, Bamberg 1952
- Von Wölfen gejagt, Bamberg 1953
- Bei den Indianern des Urwaldes, Aschaffenburg 1954